# Dania Beach

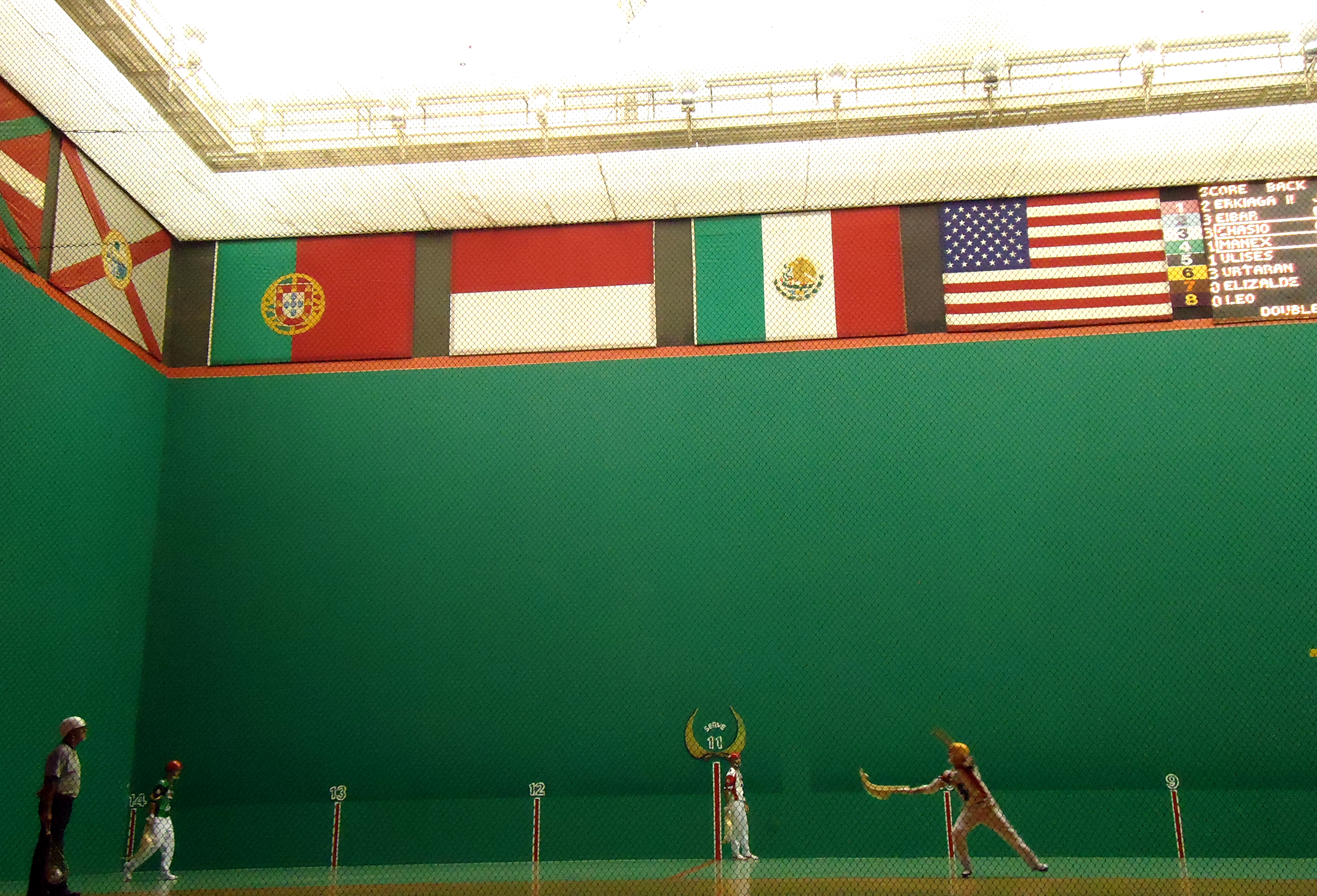
Dania Jai Alai

La ville de Dania Beach est située dans le comté de Broward, dans l’État de Floride, aux États-Unis. Sa population s’élevait à 29 639 habitants lors du recensement de 2010, estimée à 32 271 habitants en 2018.

## Histoire
Dania Beach a été fondée en 1898 sous le nom de Modello. La plupart des 35 habitants de l’époque étaient originaires du Danemark, ils renomment la localité Dania en novembre 1904, quand elle est incorporée. Le nom actuel date de 1999, bien que la ville continue à être appelée Dania.

## Démographie
| Groupe            | Dania Beach | Floride | États-Unis |
| ----------------- | ----------- | ------- | ---------- |
| Blancs            | 71,0        | 75,0    | 72,4       |
| Afro-Américains   | 19,2        | 16,0    | 12,6       |
| Autres            | 4,0         | 3,6     | 6,2        |
| Métis             | 3,6         | 2,5     | 2,9        |
| Asiatiques        | 2,0         | 2,4     | 4,8        |
| Amérindiens       | 0,2         | 0,4     | 0,9        |
| Total             | 100         | 100     | 100        |
|                   |             |         |            |
| Latino-Américains | 6,3         | 22,5    | 16,7       |

Selon l’American Community Survey, pour la période 2011-2015, 63,31 % de la population âgée de plus de 5 ans déclare parler l'anglais à la maison, 21,41 % déclare parler l'espagnol, 4,45 % le français, 2,43 % l'hébreu, 2,41 % un créole français, 0,81 % le portugais, 0,68 % le russe et 4,51 % une autre langue.
| 1910 | 1920 | 1930  | 1940  | 1950  | 1960  |
| ---- | ---- | ----- | ----- | ----- | ----- |
| 369  | 762  | 1 674 | 2 902 | 4 540 | 7 065 |

| 1970  | 1980   | 1990   | 2000   | 2010   | - |
| ----- | ------ | ------ | ------ | ------ | - |
| 9 013 | 11 796 | 13 024 | 20 061 | 29 639 | - |

## Source
- (en) Cet article est partiellement ou en totalité issu de l’article de Wikipédia en anglais intitulé « Dania Beach, Florida » (voir la liste des auteurs).